# Супханбурі (провінція)
Провінція Супханбурі (Suphan Buri, тай. สุพรรณบุรี) — одна з центральних провінцій Королівства Таїланд, розташована приблизно за 101 км від Бангкока. Адміністративним центром є місто Супханбурі.
Площа провінції становить 5,358 км². Населення становить 848,720 осіб (2018).